# Рожанци
Рожанци (на сръбски: Рожанци) е село в Сърбия, Белградски окръг, община Бараево.

## География
Разположено е в най-южната част на общината, югоизточно от село Арнаево.

## Население
Населението на селото възлиза на 467 жители (2011 г.).
Етнически състав (2002)
- сърби – 513 жители (98,08%)
- черногорци – 2 жители (0,38%)
- унгарци – 2 жители (0,38%)
- югославяни – 2 жители (0,38%)
- македонци – 1 жител (0,19%)
- недекларирали – 3 жители (0,57%)